# Phellinus sanfordii
Phellinus sanfordii är en svampart som först beskrevs av Lloyd, och fick sitt nu gällande namn av Leif Ryvarden 1972. Phellinus sanfordii ingår i släktet Phellinus och familjen Hymenochaetaceae.   Inga underarter finns listade i Catalogue of Life.